# Warszawska Giełda Towarowa
Warszawska Giełda Towarowa S.A. (WGT S.A.) – spółka akcyjna z siedzibą w Warszawie, której przedmiotem działalności jest prowadzenie giełdy towarowej. Jedna z nielicznych polskich giełd tego typu umożliwiających zawieranie transakcji terminowych.
Obecnie rynek WGT dzieli się na następujące sektory:
- towarowy, obejmujący rynek gotówkowy i transakcje terminowe na produkty rolne;
- krótkoterminowych stóp procentowych (WIBOR 1M i 3M);
- walutowy (kontrakty na waluty i opcje na kontrakty)[4].

Jak informuje Komisja Nadzoru Finansowego, Warszawska Giełda Towarowa S.A. nie posiada zezwolenia na prowadzenie giełd towarowych.

## Historia
Spółka powstała w roku 1995, początkowo zajmując się handlem produktami rolnymi. W pierwszych latach istnienia prowadzona przez nią giełda towarowa umożliwiała jedynie zawieranie transakcji gotówkowych. W styczniu 1999 wprowadzono do obrotu pierwsze kontrakty na dolara i markę, w kolejnych latach poszerzono ofertę instrumentów pochodnych o opcje na obligacje, kontrakty walutowe futures, opcje na kontrakty walutowe i kontrakty na 1- i 3-miesięczne stopy procentowe WIBOR. W roku 2001 WGT wprowadziła platformę umożliwiającą handel produktami rolnymi przez Internet.
W 2005 utworzono dwie spółki zależne, kontrolowane w 100% przez WGT S.A.:
- Izbę Rozliczeniową WGT S.A., odpowiadającą za rozliczanie transakcji terminowych i opcyjnych;
- e-WGT S.A., zajmującą się wyłącznie obrotem produktami rolnymi[6].

Natomiast w 2009 roku powołano spółkę Polski Rynek Terminowy S.A. (PRT S.A.), której jedynym akcjonariuszem jest WGT S.A.

## Akcjonariat
Głównym udziałowcem WGT SA była początkowo „Fundacja na Rzecz Giełdy Zbożowo-Paszowej”, ustanowiona 5 listopada 1993 przez Agencję Rynku Rolnego. W roku 2000 nastąpiło rozproszenie akcjonariatu, w wyniku którego większość udziałów przejął Zbigniew Komorowski, działacz PSL i poseł na sejm IV kadencji. W 2002 prezesem spółki został obecny lider PSL Waldemar Pawlak, który sprawował tę funkcję do listopada 2005. Wówczas prezesem zarządu został Michał Jerzak, profesor Akademii Rolniczej w Poznaniu. Według informacji spółki, 31 grudnia 2007 struktura akcjonariatu była następująca: 64,77% – osoby fizyczne, 20,77% – spółki z ograniczoną odpowiedzialnością, 14,46% – spółki akcyjne.

## Krytyka
W styczniu 2008 Andrzej Śmietanko, członek PSL i prezes należących do Agencji Rynku Rolnego największych w Polsce magazynów zbożowych „Elawarr”, wydał polecenie dyrektorom oddziałów terenowych, by sprzedawali oni zboże wyłącznie za pośrednictwem WGT, w której jednym z głównych udziałowców pozostaje Zbigniew Komorowski; dzięki niemu w 2002 prezesem WGT został Waldemar Pawlak. Sam Śmietanko został szefem „Elawarru” bez konkursu po zawiązaniu koalicji PSL-u z Platformą Obywatelską. W związku z tym pojawiły się oskarżenia o faworyzowanie firmy powiązanej z działaczami PSL. Śmietanko odpowiada, że jego decyzja była podyktowana chęcią maksymalizacji uzyskiwanych cen zboża, możliwej do osiągnięcia dzięki przejrzystości publicznej sprzedaży na giełdzie.